# Книтль, Зденек
Зденек Книтль (чеш. Zdeněk Knittl; 29 декабря 1889, Прага — 21 сентября 1955) — чешский оперный певец (тенор). Сын Карела Книтля.
Начал изучать право в Карловом университете, однако затем сделал выбор в пользу музыкальной карьеры. Обучался в Пражской консерватории, в том числе у Яна Бранбергера. Дебютировал как концертный певец в 1909 году.
В 1911—1914 гг. пел в Пльзеньской опере, затем в Брно, в пражском Театре на Виноградах. В сезонах 1920—1921 и 1924—1925 гг. солист Братиславской оперы, в 1921—1924 и 1925—1931 гг. — Загребской оперы. В Загребе пел исключительно широкий репертуар, среди прочего был первым в Хорватии Парсифалем в одноимённой опере Рихарда Вагнера (1922) и Ладиславом в «Двух вдовах» Бедржиха Сметаны (1924), однако вызывал преимущественно негативные отзывы критики. Выступал также как оперный режиссёр, поставив в Загребе «Богему», «Тоску», «Риголетто», «Аиду», «Травиату». Гастролировал в Сараево, Любляне и Белграде. В 1931 г. вернулся в Чехословакию и до 1936 г. пел в оперном театре Брно, среди прочего в 1932 г. исполнил главную партию Дон Жуана в опере Эрвина Шульгофа «Пламя». В 1934 г. стал первым исполнителем юношеских Трёх песен для тенора и фортепиано Густава Малера, сохранившихся в архиве Альфреда Розе.
Занимался также педагогической работой, наиболее известная ученица — Милада Шубертова.